# Studienseminar St. Wolfgang (Regensburg)
Das Studienseminar St. Wolfgang-Westmünster war ein katholisches Knabenseminar in Regensburg und wurde nach den Plänen des Münchner Architekten Franz Kießling errichtet. Es wurde 1882 von Bischof Ignatius von Senestrey gegründet und existierte bis Juli 1998.

## Geschichte

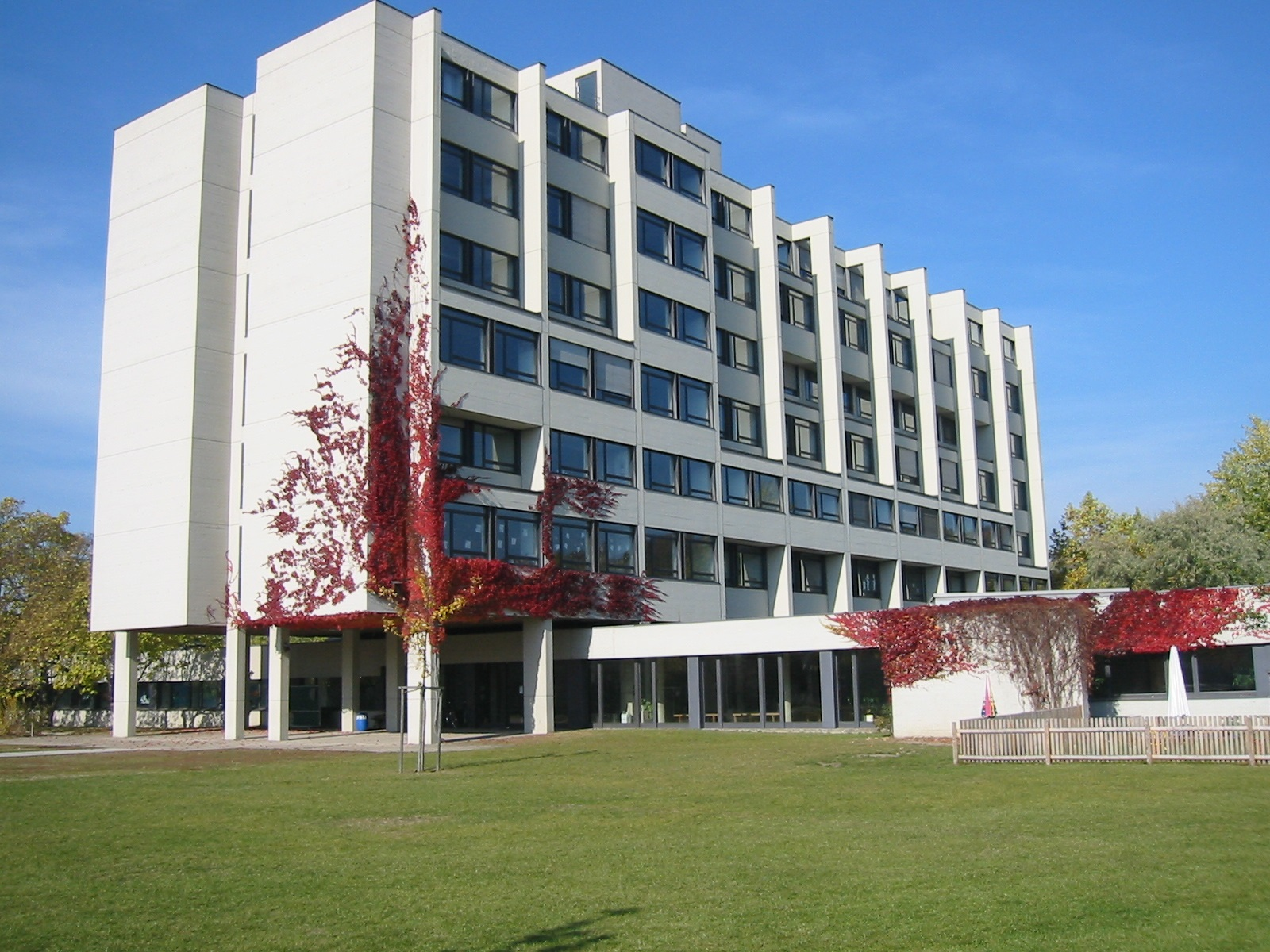
Haus Westmünster, ehemals Studienseminar St. Wolfgang-Westmünster

Auf dem Konzil von Trient wurde im Jahr 1563 ein Dekret erlassen, wonach alle Diözesen zur Förderung des Priesternachwuchses bischöfliche Knabenseminare einrichten sollten. In der Diözese Regensburg geschah dies erst im Jahre 1844 im Kloster Metten und fast vierzig Jahre später in Regensburg. Dort wurde im Oktober 1882 im frei gewordenen Gebäudekomplex des ehemaligen Reichsstiftes Obermünster ein Knabenseminar eröffnet. Der Betrieb wurde mit 122 Zöglingen begonnen. Ende des 19. Jahrhunderts betrug die Anzahl der Seminaristen etwa 200. Sie besuchten das nahegelegene Alte Gymnasium am Ägidienplatz.
Im Jahre 1930 wurde ein Erweiterungsbau eingeweiht und in Betrieb genommen.
Zu Beginn des Zweiten Weltkriegs sollte das Knabenseminar, wie auch die meisten anderen in Bayern, auf Anordnung von Kultusminister Wagner geschlossen werden. Nach einer Intervention des Münchner Kardinal von Faulhaber konnte die Schließung jedoch verhindert werden. Im September 1941 wurde der Neubau als Lazarett der Wehrmacht genutzt und ein Teil der Knaben musste im nahegelegenen Priesterseminar untergebracht werden. Nachdem am 10. November 1944 der gymnasiale Unterricht in Regensburg eingestellt worden war, wurden die meisten Seminaristen mit der Kinderlandverschickung aus der Stadt gebracht.
Nach dem Krieg wurden die Räumlichkeit des Knabenseminars noch als Lazarett benutzt, erst im Oktober 1948 standen sie wieder vollständig für die Schüler zur Verfügung. In dieser Zeit erreichte das Seminar mit 415 Knaben die höchste Belegungsdichte.
Als das Alte Gymnasium im Schuljahr 1964/65 im Stadtwesten einen Neubau bezog und als Albertus-Magnus-Gymnasium Regensburg auftrat, wurde auch das Studienseminar in den Stadtwesten verlegt. Am 19. Juli 1969 wurde hierzu ein Neubau im Weinweg bezogen. Seither trug das bischöfliche Studienseminar in Regensburg den Namen Westmünster. Die Zahl der Seminaristen betrug anfangs über 240, um 1985 noch etwa 110 und Ende 1988 nur noch 77. Ein weiterer Rückgang der Seminaristen führte zur Auflösung des Konvikts.

Im Juli 1998 bestätigte die Ordinariats-Konferenz die Schließung des Seminars mit Ende des Schuljahrs.
Auf den Sportplätzen befindet sich heute die Bischof Manfred Müller Schule.
In den ehemaligen Räumen des Studienseminars ist der Bereich Schule/Hochschule der Diözese Regensburg unter gebracht. Dies sind: Referat Schule/Hochschule, Schulstiftung und Religionspädagogisches Seminar (RPS).
Das Haus trägt heute die Bezeichnung: Bischöfliche Administration – Haus Westmünster – Weinweg 31, 93049 Regensburg.

## Auszeichnungen und Preise
- 1969: BDA-Preis Bayern

## Seminardirektoren
- 1882–1888: Franz Josef Ludwigs
- 1888–1892: Joseph Huber
- 1892–1904: Franz Xaver Maierhöfer
- 1904–1907: Joseph Kumpfmüller
- 1908–1933: Maximilian Köppl
- 1933–1964: Anton Meindl
- 1964–1988: Johann Staufer
- 1988–1990: Johannes Fröhler
- 1991–1997: Bernhard Hofer
- 1997–1999: Christian Vieracker

## Bekannte Schüler
- Theobald Schrems (1893–1963), Mitbegründer des Musikgymnasium der Regensburger Domspatzen